# Come as You Are
"Come as You Are" là bài hát của ban nhạc rock Mỹ Nirvana. Đây là bài hát thứ 3 và đĩa đơn thứ hai của album năm 1991, Nevermind. Đây cũng là đĩa đơn thành công thứ hai của album, chỉ sau bài "Smells Like Teen Spirit". Cả hai bài này đã làm Nirvana và nhạc grunge thành ban nhạc và dòng nhạc chủ đạo lúc đó.

## Ý nghĩa
"Come as You Are" là một trong những bài hát lạc quan hơn cả của Nirvana. Những bài khác của ban nhạc thường rất u tối, lời hát thì lạnh lùng, "Come as You Are" đã đón tiếp người nghe "như một người bạn". Bài hát là sự tán thành, mời chào người nghe như đúng với cái tên của nó "Hãy đến như là chính bạn". Tuy nhiên, bài hát cũng mang theo nó là một không khí nghi ngờ khi gặp lại một người bạn cũ, với những dòng sau "And I swear that I don't have a gun" (Và tôi thề là tôi không có súng) mà Cobain đã nhắc đi nhắc lại nhiều lần. Dù vậy thì người thủ lĩnh Kurt Cobain của ban nhạc cũng đã chết bởi một phát súng vào đầu sau khi dùng ma tuý quá liều vào năm 1994 và có quá nhiều sự chú ý tới những lời hát này. Có nhiều quả quyết tương tự như vậy trong các bài hát khác ở album Nevermind cũng đề cập đến sung. Tuy nhiên, album đã được thu âm 3 năm trước khi Cobain chết.
Lời bài hát "soak... soaked in bleach" (cùng với album đầu tay của họ, Bleach) nói về một chiến dịch ở Seattle vào đầu thập kỷ 90. Chiến dịch này về những người sử dụng ma túy theo cách tiêm vào tĩnh mạch, tới những thành phố đang kêu gọi làm sạch những kim tiêm để giảm rủi ro của thảm họa căn bệnh mắc phải. Ban nhạc được biết đến rộng rãi vì sự liên hệ của họ với ma túy, vì Cobain là một người dùng ma túy với liều lượng cao.

## Cuộc tranh chấp với Killing Joke
Khi album Nevermind được phát hành, các thành viên của ban nhạc Killing Joke đã khẳng định đoạn nhạc chính của "Come as You Are" giống đoạn nhạc trong đĩa đơn của họ "Eighties". Tuy nhiên, ban nhạc đã không đưa ra được lý lẽ pháp lý việc không xâm phạm luật bản quyền mà theo Rolling Stone là "lý do cá nhân và tài chính". Trong cuộc phỏng vấn với tạp chí Pháp "Hard Rock Magazine", Jaz Coleman nói rằng anh đã không theo kiện bởi vì các thành viên của Nirvana đã thú nhận công khai với anh rằng họ thật sự đã ăn cắp phần nhạc đó, những gì anh ta nói là tất cả những điều anh muốn nghe.
Dường như ban nhạc đã không bực tức vì điều này; tay trống cũ của Nirvana Dave Grohl đã chơi trống trong album thứ 13 năm 2003 của Killing Joke, và đã thu âm bài hát "Requiem" với ban nhạc của riêng anh, ban nhạc Foo Fighters. Ban nhạc Foo Fighters thậm chí còn trình diễn với ban nhạc Killing Joke ở buổi diễn tại New Zealand.

## Các phiên bản
Một phiên bản chơi ghi ta thường của "Come as You Are" đã được ban nhạc biểu diễn trên MTV Unplugged năm 1993 và xuất hiện trên album tiếp theo MTV Unplugged in New York vào năm 1994. Phiên bản Nevermind cũng có trong album các bài hay nhất của ban nhạc năm 2002, Nirvana. Vào năm 1993, Michael Azerrad đã sử dụng tên bài hát làm tựa đề cho quyển sách của mình, một quyển sách tóm tắt về các giai đoạn phát triển của Nirvana. Một phiên bản demo có trong album tổng hợp Sliver: The Best of the Box phát hành năm 2005.

## Hát lại
"Come as You Are" đã được ban nhạc Punk rock Vibrators hát lại, bởi ca sĩ, nhạc sĩ Laura Love.

## Danh sách các bài hát trong đĩa đơn
1. "Come as You Are" (Cobain) - 3:38
2. "Endless, Nameless" (Cobain) - 6:40
3. "School" [live, Paramount Theatre (Seattle, Washington) 1991.10.31] (Cobain) - 2:31
4. "Drain You" [live, Paramount Theatre (Seattle, Washington) 1991.10.31] (Cobain) - 3:35

## Vị trí trong bảng xếp hạng
| Năm  | Bảng xếp hạng                       | Vị trí |
| ---- | ----------------------------------- | ------ |
| 1992 | Đĩa đơn ở New Zealand               | 3      |
| 1992 | Bài hát nhạc Rock (Mỹ)              | 3      |
| 1992 | Bài hát Rock hiện đại (Mỹ)          | 3      |
| 1992 | Sóng phát thanh Slovakian           | 6      |
| 1992 | Sóng phát thanh Ireland             | 7      |
| 1992 | Sóng phát thanh Ý                   | 8      |
| 1992 | Đĩa đơn ở Vương quốc Anh            | 9      |
| 1992 | Sóng phát thanh Ba Lan              | 9      |
| 1992 | Đĩa đơn ở Pháp                      | 12     |
| 1992 | Đĩa đơn ở Hà Lan                    | 14     |
| 1992 | Đĩa đơn ở Bỉ                        | 15     |
| 1992 | Đĩa đơn ở Tây Ban Nha               | 16     |
| 1992 | Sóng phát thanh Pháp                | 16     |
| 1992 | Đĩa đơn ở Thụy Sĩ                   | 21     |
| 1992 | Đĩa đơn ở Đức                       | 22     |
| 1992 | Đĩa đơn ở Thụy Điển                 | 24     |
| 1992 | Đĩa đơn ở Úc                        | 25     |
| 1992 | Đĩa đơn ở Áo                        | 28     |
| 1992 | 100 bài hay nhất của Billboard (Mỹ) | 32     |
| 1992 | Sóng phát thanh quốc gia Canada     | 33     |
| 1992 | 100 bài hay nhất ở Brasil           | 51     |
| 1992 | Triple J Hot 100                    | 76     |